# Ibán Parra
Ibán Parra López (sinh ngày 18 tháng 10 năm 1977 ở Lleida, Catalonia) là một cầu thủ bóng đá Tây Ban Nha thi đấu cho FC Santa Coloma ở vị trí tiền đạo.